# 長棘櫛鰕虎
長棘櫛鰕虎（学名：[Ctenogobiops tangaroai] 错误：{{Lang}}：文本有斜体标记（帮助）），又名長棘櫛眼鰕虎魚，为條鰭魚綱鱸形目鰕虎科櫛眼鰕虎魚屬下的一个种。該物種分佈於太平洋海域，棲息深度為4米至40米，體長可達6公分。

## 扩展阅读
- 維基物種上的相關：長棘櫛鰕虎